# Estación Los Sauces (Córdoba)
Los Sauces es una estación de ferrocarril ubicada en la localidad de Los Sauces del Departamento Cruz del Eje, provincia de Córdoba, Argentina.
En la actualidad la estación se encuentra usurpada, a pesar de ello puede visitarse y observar los vagones de carga allí dejados en estado de abandono.

## Ubicación
Se encuentra en el Km 514.4 del Ramal A1 del Ferrocarril General Belgrano. Este ramal sólo presta servicios de pasajeros entre Cosquín y Alta Córdoba dentro de la Ciudad de Córdoba.
No presta servicios desde principios de la década de 1990.

## Imágenes

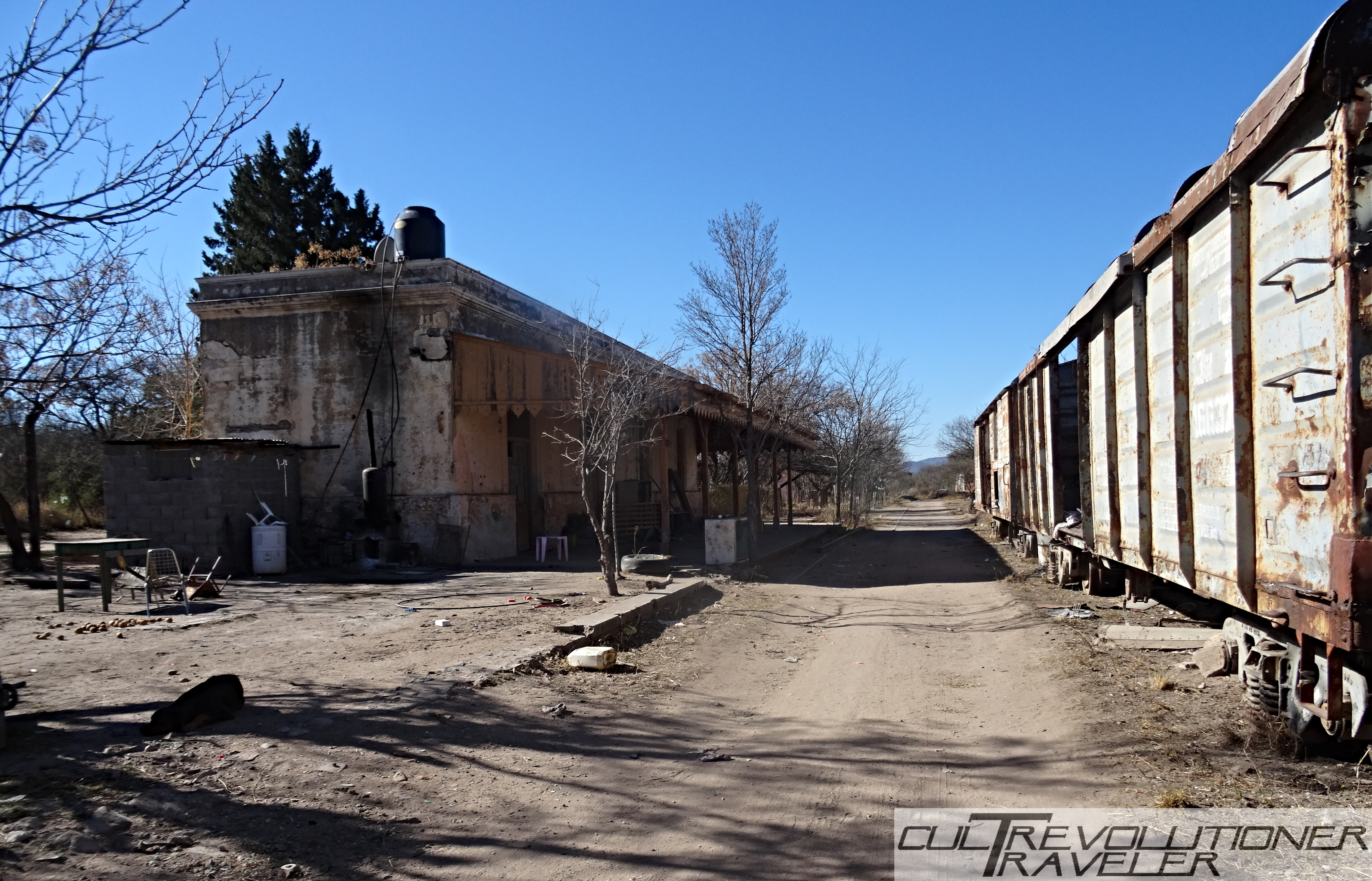